# Bruce Latimer
Pour les articles homonymes, voir Latimer.
Bruce Latimer est un paléontologue américain responsable du musée d'histoire naturelle de Cleveland.
Il fut l'élève de Donald Johanson, découvreur de Lucy.
Il est associé à de grandes découvertes comme celles d’Ardipithecus ramidus.